# آتش‌سوزی ۲۰۲۱ ساختمان اوساکا
آتش‌سوزی ۲۰۲۱ ساختمان اوساکا (به لاتین: 2021 Osaka building fire) در ۱۷ دسامبر رخ داد، این آتش‌سوزی در کلینیک نیشی اومدا، یک بیمارستان روان‌پزشکی ذهن و بدن کارگران، واقع در طبقه چهارم ساختمان دوجیما در کیتا، اوساکا، ژاپن به وقوع پیوست. در این آتش‌سوزی که گفته می‌شود عمدی بوده‌است بیست و چهار نفر کشته شدند و چهار نفر دیگر از جمله فرد مظنون مجروح شد.

## آتش
در ۱۷ دسامبر ۲۰۲۱، ساعت ۱۰:۲۰ صبح به وقت محلی، یک آتش‌سوزی در یک ساختمان هشت طبقه در کیتا، منطقه اوساکا، ژاپن رخ داد. آتش‌سوزی در بخش روان‌پزشکی کلینیک در طبقه چهارم، موسوم به کلینیک نیشی اومدا برای ذهن و بدن کارگران ایجاد شد. این کلینیک برای مداوای بیمارانی که از افسردگی و هراس رنج می‌برند و همچنین مبتلایان به بیماری‌های جسمی مانند کم خونی و آپنه خواب می‌باشد. آتش‌سوزی کمی قبل از ساعت ۱۰:۳۰ صبح شروع شد.

## قربانیان
بیست و چهار نفر در جریان آتش‌سوزی کشته شدند، در حالی‌که چهار نفر دیگر، از جمله فردی که مظنون به ایجاد آتش‌سوزی است، مجروح شدند. ۱۴ نفر از درگذشتگان مرد و ده نفر زن بودند. سن قربانیان بین بیست تا شصت بود. قربانیان همگی از بیماران یا کارکنان درمانگاه بودند.